# Petrušnja vas
Petrušnja vas je naselje v Občini Ivančna Gorica.